# توم وود (كاتب)
توم وود (بالإنجليزية: Tom Wood)‏ هو كاتب وكاتب سيناريو بريطاني، ولد في 1978 في Burton upon Trent ‏ في المملكة المتحدة.

## وصلات خارجية
- الموقع الرسمي